# Дмитриев, Алексей Дмитриевич (футболист)
Алексей Дмитриевич Дмитриев (19 апреля 1985, Ленинград, СССР) — российский футболист, защитник.
Родился в 1985 году в семье футболиста Дмитрия Баранника, в 1988 году жена Баранника ушла к его одноклубнику Сергею Дмитриеву. В связи с этим Алексей считается сыном Дмитриева и носит его фамилию, хотя отчество унаследовал от Баранника.
Занимался футболом в СДЮШОР «Зенит», тренер Валерий Золин. В 2004—2006 годах играл в петербургских любительских клубах «Дискавери» и «Би Лайн СПб». В середине сезона-2006 перешёл в клуб второго дивизиона «Петротрест», который тренировал его отец. В клубе, сменившем название на «Динамо», провёл первый круг следующего года. Вторую половину сезона отыграл в егорьевском «Сатурне». В начале 2008 года в составе любительской «Карелии» Петрозаводск провёл один матч. В июле перешёл в узбекский клуб «Машъал» из высшей лиги. Провёл два матча в сезоне-2008 и 11 — в следующем. Конец сезона-2009 отыграл в любительском «Руане» Тосно. В 2011—2013 — в составе ФСЦ «Волхов».